# اوآن
اوآن ((به ژاپنی: 応安 Ōan)، نام یک عصر تاریخی ژاپنی دربار شمالی در طی دوره نانبوکوچو بود. این عصر بعد از جوجی (دوره موروماچی) و قبل از ایوا (دوره موروماچی) قرار داشت و از فوریه ۱۳۶۸ تا فوریه ۱۳۷۵ میلادی به طول انجامید. در طی این عصر امپراتور دربار شمالی در کیوتو، امپراتور گو-انیو و امپراتور دربار جنوبی امپراتور چوکی بود.